# Operación Northwoods

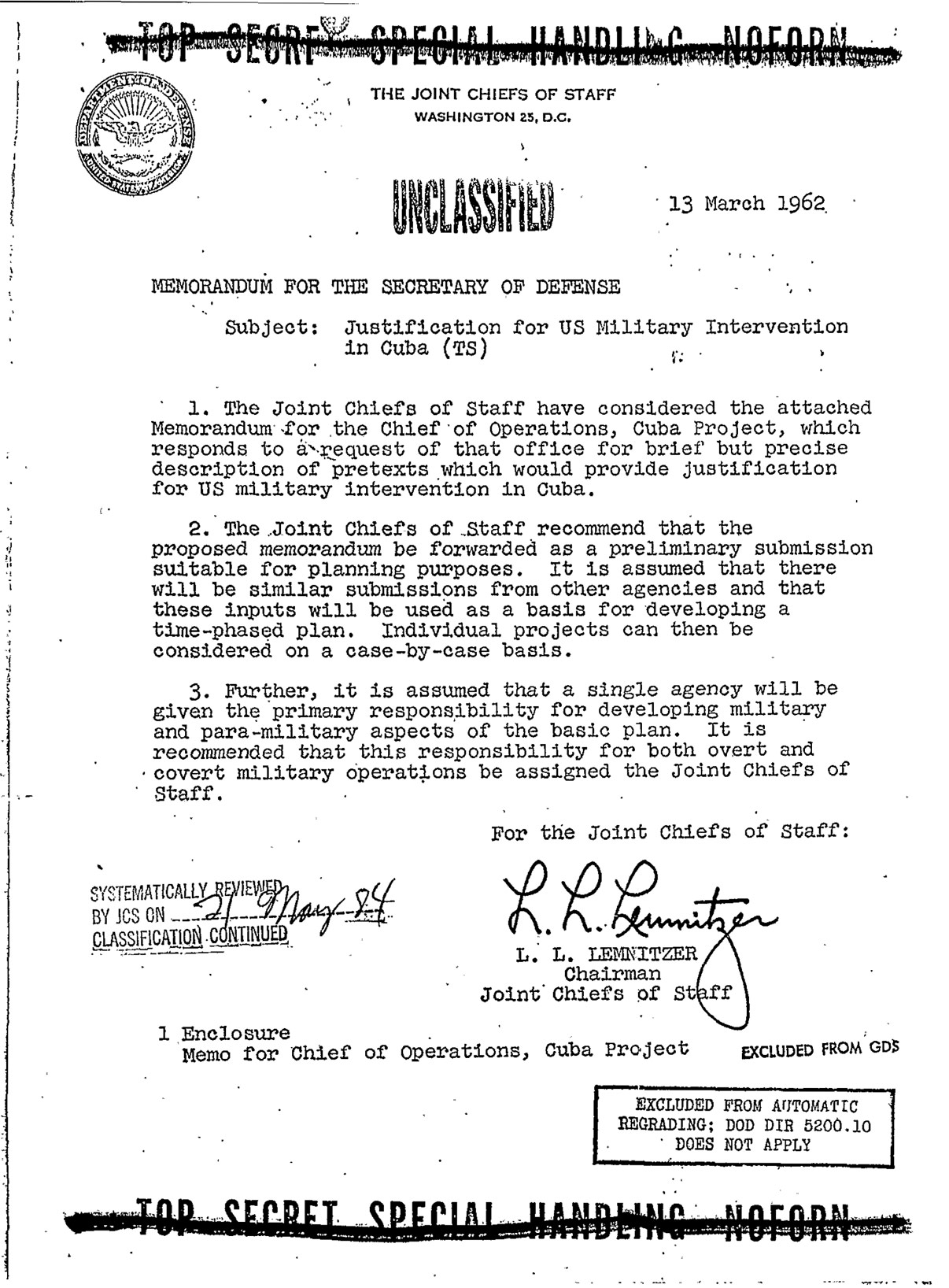
Memorando Northwoods (13 de marzo de 1962) (PDF)

La Operación Northwoods (Operation Northwoods) fue un plan del Ejército estadounidense de 1962 que pretendía generar apoyo del pueblo estadounidense para una acción militar contra la Cuba de Fidel Castro, dentro de la más amplia Operación Mangosta (Operation Mongoose), que era una iniciativa general contra Castro. El plan, que no fue llevado a cabo, requería varias operaciones encubiertas incluyendo actos de terrorismo de Estado real y simulados (como secuestros de aviones) contra objetivos civiles y militares estadounidenses en territorio estadounidense y cubano, para culpar por ellos al gobierno cubano. Este plan fue propuesto por altos cargos del Ministerio de Defensa estadounidense, entre ellos el presidente de la Junta de Jefes del Estado Mayor,
Lyman Louis Lemnitzer. El presidente de Estados Unidos en aquella fecha era John F. Kennedy.

## Creación y publicación del documento
La propuesta fue presentada en un documento bajo el título Justificación para Intervención Militar Estadounidense en Cuba, una colección de memorandos y borradores escritos por el Ministerio de Defensa (Department of Defense, DOD) y la Junta de Jefes del Estado Mayor (Joint Chiefs of Staff, JCS) representando al Caribbean Survey Group (Grupo de Investigación del Caribe). El documento fue remitido por la Junta al Secretario de Defensa Robert McNamara el 13 de marzo de 1962 con un párrafo aprobado, como presentación preliminar con propósitos de planificación.
Este documento, previamente clasificado como secreto, fue hecho público originalmente el 18 de noviembre de 1997 por la John F. Kennedy Assassination Records Review Board, una agencia federal de EE. UU. que supervisa la publicación de documentos gubernamentales relacionados con el asesinato de John F. Kennedy. Un total de 1500 páginas de documentos militares, secretos en su día, fueron desclasificados por dicha agencia federal.
El "Apéndice al Documento Adjunto A" y el "Anexo al Apéndice al Documento Adjunto A" del documento Northwoods fueron primero publicados en línea por el Archivo de Seguridad Nacional el 6 de noviembre de 1998 en una operación conjunta con CNN, como parte de una serie de documentales sobre la Guerra Fría y, en concreto, como documentación para un episodio sobre Cuba que se emitió el 29 de noviembre de 1998. Este anexo es la sección del documento que contiene propuestas para crear ataques terroristas.
El documento completo fue publicado en línea de una forma más completa por el Archivo de Seguridad Nacional el 30 de abril de 2001.

## Contenido del documento
Como respuesta a una solicitud de pretextos para una intervención militar por parte del Jefe de Operaciones del Proyecto Cuba (Coronel Edward Lansdale), el documento lista métodos (que en algunos casos esbozan planes) que el autor pensó que cosecharían apoyo público e internacional para la intervención en Cuba. Estos eran ataques preparados para aparentar ser de origen cubano, con pérdida de vidas humanas en algunos de ellos. Era fundamental para el plan el uso de "cubanos amistosos": exiliados cubanos que pretendían derrocar a Fidel Castro.
Las sugerencias incluían:
- Lanzar rumores sobre Cuba empleando radios clandestinas.
- Iniciar ataques simulados, sabotajes y disturbios en la Base Naval de la Bahía de Guantánamo y culpar a las fuerzas cubanas.
- Bombardear y hundir un navío estadounidense en la base de Guantánamo, similar al incidente con el USS Maine en La Habana en 1898 que provocó la guerra con España, o destruir aeronaves estadounidenses y culpar a Cuba (la primera sugerencia del documento respecto al hundimiento de un navío era destruir un barco tripulado y por tanto resultaría en la muerte de miembros de la Marina, y existía una segunda en la que se emplearían barcos no tripulados y se simularían los entierros).
- El acoso de vuelos civiles, ataques a transportes de tierra y destrucción de aviones falsos americanos por aeronaves de tipo MIG serían útiles como acciones complementarias.
- Destruir un aparato no tripulado, haciéndolo pasar por avión comercial lleno supuestamente de "estudiantes universitarios en viaje de vacaciones". Esta propuesta fue una de las apoyadas por la Junta de Jefes del Estado Mayor.
- Orquestar una "campaña de terrorismo", que incluía el hundimiento "real o simulado" de refugiados cubanos.
- "Podríamos desarrollar una campaña terrorista de la Cuba Comunista en el área de Miami, en otras ciudades de Florida e incluso en Washington. La campaña iría dirigida contra refugiados cubanos en busca de asilo en Estados Unidos. Podríamos hundir una barcaza de cubanos en ruta a Florida (real o simulada). Podríamos fomentar atentados contra refugiados cubanos incluso hasta el extremo de herirlos en ocasiones que fueran a ser ampliamente publicitadas."
- Arrasar cosechas arrojando dispositivos incendiarios en Haití, República Dominicana u otros lugares.

James Bamford resumía la Operación Northwoods en su libro Body of Secrets del siguiente modo:
"La Operación Northwoods, que tenía el visto bueno por escrito del Presidente (Lyman Lemnitzer, Presidente de la Junta de Jefes del Estado Mayor) y cada uno de los miembros de la Junta de Jefes del Estado Mayor, requería tirotear a gente inocente en calles americanas; que fueran hundidos en alta mar barcos que transportaban refugiados cubanos; una violenta ola de terrorismo lanzada sobre Washington DC, Miami y otros lugares. Se incriminaría a personas por ataques con bombas que no habrían cometido; se secuestrarían aviones. Empleando pruebas falsas, todo ello se atribuiría a Castro, dando de este modo a Lemnitzer y su cuadrilla la excusa y también el apoyo público e internacional que necesitaban para declarar la guerra."

## Propuestas relacionadas en la Operación Mangosta
Además de la Operación Northwoods, bajo el programa Operación Mangosta el Departamento de Defensa norteamericano tenía varias propuestas similares para llevar a cabo contra el régimen cubano de Fidel Castro.
Doce de estas propuestas provienen de un memorando fechado el 2 de febrero de 1962 titulado "Posibles Acciones para Provocar, Hostigar o Perturbar Cuba", escrito por el General de Brigada William H. Craig y remitido al General de Brigada Edward Lansdale, responsable del proyecto Operación Mangosta.
    Archivado el 17 de abril de 2004 en Wayback Machine.  (Nota: los enlaces precedentes están offline en este momento. Los que siguen son enlaces a copias de seguridad:    .)
El memorando esboza la Operación Bingo, un plan para, según sus propias palabras, "crear un incidente cuya apariencia sea la de un ataque en la Base de Guantánamo, proporcionando de este modo una excusa para el empleo del poder militar estadounidense para derrocar el gobierno actual de Cuba."
Incluye también la Operación Dirty Trick (truco sucio), un plan para culpar a Castro si el Proyecto Mercury de vuelo espacial tripulado que llevaba a John Glenn se estrellase, diciendo que "el objetivo es proporcionar pruebas irrefutables de que, en caso de que el vuelo orbital tripulado Mercury fallase, la culpa reside en los comunistas y en Cuba [sic]." Y continúa, "Esto se conseguiría fabricando varios fragmentos de pruebas que probasen interferencias electrónicas por parte de los cubanos."
Después incluso de que el General Lemnitzer perdiera su puesto como Presidente de la Junta de Jefes del Estado Mayor, la Junta siguió planeando operaciones como pretextos hasta al menos 1963. Un artículo diferente del Ministerio de Defensa creado en 1963 (sobre el que informó Associated Press el 29 de enero de 1998  y más tarde el periodista James Bamford en su libro Body of Secrets, publicado el 24 de abril de 2001) discutía un plan para hacer creer que Cuba había atacado un miembro de la Organización de Estados Americanos (OEA) para que los Estados Unidos pudieran contraatacar. El documento del Pentágono dice de una de estas posibilidades, "Un ataque artificial cubano en un país miembro de la OEA podría montarse, y el estado atacado podría ser instado a tomar medidas de auto defensa y solicitar ayuda de Estados Unidos y la OEA." El plan expresaba confianza en que, mediante esta acción, "los Estados Unidos podrían obtener el apoyo necesario de los dos tercios de los miembros de la OEA para una acción colectiva contra Cuba."
Entre las naciones que la Junta de jefes de Estado sugería como objetivos para los ataques secretos estaban: Jamaica y la República de Trinidad y Tobago. Como ambos eran miembros también de la Commonwealth británica la Junta esperaba que, atacándolos en secreto e incriminando falsamente a Cuba, Estados Unidos podría incitar al pueblo del Reino Unido a que apoyasen una guerra contra la Cuba de Fidel Castro. Tal y como un informe del Pentágono señalaba, "Cualquiera de las situaciones artificiales descritas anteriormente son inherente y extremadamente arriesgadas en nuestro sistema democrático en el que mantener la seguridad, de hecho, es muy difícil. Si se tomase la decisión de montar una situación artificial, debería ser una en la que la participación de personal estadounidense se limitase solo al personal secreto de la más alta confianza. Esto sugiere la inviabilidad de utilizar unidades militares para cualquier aspecto de la situación artificial."
El informe del Pentágono incluso sugería pagar de forma secreta a una persona en el gobierno de Castro para que atacara los Estados Unidos: "La única área que queda por considerar sería entonces sobornar a algún comandante subordinado de Castro para iniciar un ataque en la base de Guantánamo.

## Reacciones
Se ha informado que John F. Kennedy rechazó personalmente la propuesta Northwoods, pero no existe registro oficial de esto. La propuesta fue remitida para su aprobación al Secretario de Defensa Robert McNamara, pero no se implementó. El Presidente Kennedy destituyó al General Lemnitzer como Presidente de la Junta de Jefes del Estado Mayor poco tiempo después, aunque se convirtió en el Comandante Supremo Aliado de la OTAN en enero de 1963.
La presión que continuó contra el gobierno cubano por parte de elementos internos de la inteligencia y el ejército estadounidenses (como la fallida Invasión de bahía de Cochinos, la Operación Mangosta, etc.) provocaron que el presidente Kennedy intentase controlar el floreciente sentimiento de línea dura anticomunista que pretendía agresiones proactivas contra los movimientos comunistas por todo el mundo. Después de la invasión en Bahía de Cochinos, Kennedy despidió al entonces Director de la CIA Allen W. Dulles, al Subdirector Charles P. Cabell y también al Subdirector Richard Bissell, y dirigió su atención a Vietnam.
Kennedy también tomó medidas para llevar disciplina a las operaciones de Guerra Fría y acciones paramilitares de la CIA, haciendo un borrador de directiva presidencial que requeriría un cambio en las operaciones respecto a la Guerra Fría en la Junta de Jefes del Estado Mayor y el Pentágono, así como un cambio radical en el papel de la CIA para que se ocupara exclusivamente de la recolección de inteligencia.

## Lectura en más detalle
- Jon Elliston Psywar on Cuba (Ocean Press, 1999) ISBN 1-876175-09-5
- James Bamford, Body of Secrets (Doubleday; 1st edition, 24 April 2001) ISBN 0-385-49907-8